# BLAME!
Blame! (ブラム! Buramu!?), estilizado como BLAME!, es un manga del género ciberpunk creado por Tsutomu Nihei, publicado en la revista Gekkan Afternoon de Kōdansha desde 1997 hasta 2003, con sus capítulos recopilados en diez volúmenes tankōbon.
En 2003 se produjo una adaptación a anime en formato ONA de seis episodios, producido por Group TAC, con un séptimo episodio incluido en el lanzamiento del DVD. En mayo de 2017 se lanzó una película anime de Polygon Pictures como original de Netflix.
La historia transcurre en una realidad distópica, futurista y oscura en la que el ser humano queda alienado por una realidad dominada por una tecnología hostil a la vida natural. El universo de Blame!, relacionado con el concepto de la Esfera de Dyson, es cerrado y puramente artificial y tecnológico; se trata de una maraña de niveles de estructuras metálicas y caminos laberínticos que los conectan. Apenas existen seres humanos y las criaturas que lo pueblan van desde robots sin aparente consciencia hasta androides con sus particulares formas de vida cibernética.

## Argumento
Este manga nos narra la historia de Killy el aventurero, y de su búsqueda a través de La Ciudad para encontrar genes con conexión a la red. 
La Ciudad, que es el lugar donde transcurre toda la historia, es una construcción que envuelve la Tierra formando una esfera de dimensiones desconocidas, formada por gigantescos sectores o plantas una sobre la otra. Estos grandes sectores, formados a su vez por miles de niveles, cavernas y estructuras, están separados entre sí por barreras infranqueables conocidas como megaestructuras, totalmente inmunes a armas convencionales e imposibles de taladrar o atravesar de modo alguno. En adición a esto, cualquier intento de aproximación a una de estas megaestructuras desencadena una respuesta masiva del Sistema de Seguridad. En la precuela de Blame!, NOiSE, Nihei nos muestra como la construcción desbocada de La Ciudad está a punto de envolver completamente a la Luna. Eso nos hace pensar que en Blame! La Ciudad puede ser más grande que la órbita de Júpiter, coincidiendo así con la teoría que Freeman Dyson propuso y que fue conocida como la Esfera de Dyson. Básicamente esta teoría nos propone un futuro en que la tecnología será tan vasta que necesitaremos una fuente de energía equiparable al Sol. Para eso Dyson diseñó un modelo de megaestructura de forma esférica que partía del Sol y que abarcaba todo el sistema solar. En La Ciudad habitan, además de los humanos, otras criaturas como los seres de silicio, mutantes, Dispositivos de Seguridad, etc. Los seres de silicio son criaturas no-humanas y cibernéticas, erráticas y anárquicas con una base de odio común hacia los seres humanos sean puros o no, pero en algún punto descubrimos que sus motivos en general se reflejan en el deseo del Ser de Silicio, Davinelulinvega, de conseguir genes humanos puros para acceder a la red de control de La Ciudad (La Redésfera) y entre otras motivaciones erradicar por completo cualquier vestigio de humanidad. Los Dispositivos de Seguridad son criaturas que guardan las estructuras de la Ciudad tanto de Seres de Silicio como de Humanos sean estos puros o no, ya que la configuración de dichos sistemas de seguridad fue en algún momento desvirtuada y configurada a un nivel de alerta máxima. Esto no era así al principio, cuando, en teoría al principio de todo (ver NOiSE) los Dispositivos de Seguridad estaban para proteger a los humanos ya que todos ellos tenían acceso a la Red, pero por motivos desconocidos (o no citados explícitamente a lo largo de la obra) no quedó nadie (o casi nadie) en toda La Ciudad con genes de conexión a la red por lo que los DdS (Dispositivos de seguridad) se han convertido en una amenaza para todos. Los sistemas de seguridad pueden ser "invocados" por la Netsphere en puntos especialmente conflictivos como cerca de las megaestructuras, materializando sus formas físicas a partir del material sólido existente en los alrededores del punto de materialización.
A medida que pasan los volúmenes nuevos elementos se van introduciendo en la historia. Iremos viendo como la búsqueda de Killy no es tarea fácil. Nuevos personajes y nuevas amenazas se introducirán en el universo que Nihei ha creado.

## Personajes

### Principales
Killy (霧亥?)
El principal protagonista de la historia, un chico que no aparenta más de 20 años. Es muy callado y parece que no le importa estar solo por lo que se deduce que es más bien introvertido. Su misión es encontrar a algún ser humano que tenga genes puros que le permitan acceder a la Red. Para ese cometido emplea como arma principal su lanzador de partículas gravitacionales, un arma pequeña pero tremendamente efectiva y potente capaz de abrir agujeros de más de 100 kilómetros de largo a través de cemento y acero. A medida que la historia va avanzando veremos que no se le puede llamar precisamente humano, poseyendo una fuerza muy superior a la de uno y siendo capaz de recuperarse de todo tipo de heridas, incluso mortales, con mucha más facilidad que los humanos normales. Se ve también que aunque no muestre ningún rasgo de emoción en el con el tiempo entablara una relación de “amistad” con Shibo.
Shibo (シボ?)
También conocida como Chibo o Cibo, era la científica jefe en la ciudad de Capitolio. Su proyecto consistía en crear una entidad artificial capaz de acceder a la Red sin contener genes puros. Al final el proyecto fracasó y ella es castigada por el presidente de Capitolio. Killy se la encuentra en un cuerpo podrido y sin piernas y decide ayudarle a cambio que la lleve con ella. Más tarde encuentra un nuevo cuerpo y se une a Killy en su búsqueda.
Sanakan (サナカン?)
Es un Dispositivo de Seguridad de alto nivel que hostiga a Shibo y a Killy. Posee un arma muy parecida a la de este último, la cual usa con extrema eficacia. Aunque podríamos decir que en los primeros volúmenes Sanakan aparece como un enemigo casual y pasajero, cuanto más vaya avanzando la historia más iremos averiguando sobre ella y su pasado hasta que al final se convertirá en un personaje tan importante como Shibo y Killy.

### Secundarios
Zuru
Una chica humana joven, miembro de los Electropescadores, un grupo de supervivientes humanos que viven en la Ciudad. Ella toma un rol importante en la película Blame!.

## Contenido de la obra

### Manga
El manga original japonés es obra de Tsutomu Nihei y fue publicado por Kōdansha en la revista Afternoon entre 1998 y 2003. La obra fue originalmente compilada en 10 volúmenes tankōbon. En 2015 se publicó en Japón la "Master edition", una nueva edición de mayor tamaño y que compila la serie en solo 6 volúmenes.
En España la edición tankōbon fue publicada por Glénat entre 2001 y 2004, mientras que Blame! Master Edition fue publicada por Panini Cómics a partir de junio de 2017.
En México, la edición Blame! Master Edition fue publicada por Panini Cómics a partil de abril de 2019. 
- BLAME 1 (1998/06) ISBN 4-06-314182-9
- BLAME 2 (1998/12) ISBN 4-06-314194-2
- BLAME 3 (1999/08) ISBN 4-06-314218-3
- BLAME 4 (2000/03) ISBN 4-06-314235-3
- BLAME 5 (2000/09) ISBN 4-06-314251-5
- BLAME 6 (2001/03) ISBN 4-06-314263-9
- BLAME 7 (2001/10) ISBN 4-06-314277-9
- BLAME 8 (2002/04) ISBN 4-06-314289-2
- BLAME 9 (2002/12) ISBN 4-06-314310-4
- BLAME 10 (2003/09) ISBN 4-06-314328-7

### Blame Academy!
Blame Academy! (ブラム学園! Buramu Gakuen!?) es una serie derivada de Blame!. Ambientada en la misma "Ciudad" que Blame!, es una parodia y comedia sobre varios personajes de la serie principal Blame! en un ambiente escolar tradicional japonés.
Varios elementos de la historia principal Blame! se están parodiando, incluida la relación entre Killy y Cibo, y Dhomochevsky e Iko. Se publicó irregularmente en Monthly Afternoon. Un volumen recopilatorio, titulado Blame Academy! and So On fue publicado por Kōdansha el 19 de septiembre de 2008.

### Blame!2
BLAME!², subtitulado Chronicle of the Escape from the Megastructure by the Eighth Incarnation of Pcell , es un one-shot a todo color y de 16 páginas.
Al igual que NSE: NetSphere Engineer, Blame!2 es una secuela del Blame! original, teniendo lugar en un momento en un futuro lejano. Fue publicado el 21 de marzo de 2008 en el segundo volumen de la revista Weekly Morning Special Edition de Kōdansha.

### Anime
En noviembre de 2014, durante un evento dedicado a Knights of Sidonia, se anunció una adaptación animada de BLAME! que contaría con un crossover ficcional con la segunda temporada de la serie de animación de Knights of Sidonia.
También fue desvelado que sería emitida junto a esta segunda temporada en abril de 2014 dentro del bloque de programación de Animeism.
Sin embargo, este proyecto nunca vio la luz y no se sabe mucho al respecto.

### Película
En 2016, Netflix anunció la producción de una película de animación CGI basada en el manga BLAME!, que adapta el arco de "Los Electropescadores".
La película se estrenó a nivel mundial el 20 de mayo de 2017.